# Bukovlje (Kakanj)
Pour les articles homonymes, voir Bukovlje.
Bukovlje (en cyrillique : Буковље) est un village de Bosnie-Herzégovine. Il est situé dans la municipalité de Kakanj, dans le canton de Zenica-Doboj et dans la fédération de Bosnie-et-Herzégovine. Selon les premiers résultats du recensement bosnien de 2013, il compte 844 habitants.

## Démographie

### Évolution historique de la population
| 1948 | 1953 | 1961 | 1971  | 1981  | 1991  | 2013 |
| ---- | ---- | ---- | ----- | ----- | ----- | ---- |
| -    | -    | 923  | 1 397 | 1 367 | 1 608 | 844  |

|  |

### Communauté locale
En 1991, la communauté locale de Bukovlje comptait 1 825 habitants, répartis de la manière suivante :